# Sedes (przystanek kolejowy)
Sedes – przystanek kolei wąskotorowej FEVE w Narón, w Galicji, w Hiszpanii.
| Sedes                |  |         |
| Linia Ferrol – Gijón |  |         |
| Ferrerías            |  | Pedroso |